# Рудинський (присілок)
Ру́динський (рос. Рудинский) — присілок в Якшур-Бодьїнському районі Удмуртії, Росія.
Населення — 18 осіб (2010; 14 в 2002).
Національний склад (2002):
- удмурти — 79 %

## Урбаноніми[3]
- вулиці — Центральна